# Edwin Nolan
Edwin Richard (Ned) Nolan is een Amerikaans diplomaat. Van 2011 tot 2013 was hij zaakgelastigde in Nederland. Tussen 2015 en 2018 was hij ambassadeur in Suriname.

## Biografie
Nolan is afkomstig uit Massachusetts  en behaalde zijn bachelorsgraad in 1977 aan het Boston College in geschiedenis en politicologie. Zijn afstudeerwerk verrichtte hij aan de Fletcher School of Law and Diplomacy dat deel uitmaakt van de Tuftsuniversiteit. Sinds 1981 werkt hij voor het Amerikaanse ministerie voor Buitenlandse Zaken. Nolan spreekt Engels, Spaans, Duits en Noors.
Hij werd uitgezonden naar de Amerikaanse ambassade in Ottawa, Canada, en werkte daarna nog op ambassades in Noorwegen, Italië, het Vaticaan, Malta en Cyprus. Ondertussen maakt hij ook deel uit van verschillende diplomatieke delegaties. Vanuit Washington werkte hij vanaf 2005 voor het bureau voor het Verenigd Koninkrijk, Ierland en de Benelux en vanaf 2008 voor Canadese zaken. 
Van september 2011 tot juli 2013 was hij zaakgelastigde op de ambassade in Den Haag. Op 6 mei 2015 viel de keus op hem als ambassadeur in Suriname. In december en januari bood hij zijn (kopie)geloofsbrieven aan buitenlandminister Niermala Badrising en president Desi Bouterse.
Op 26 juli 2017 werden twee Nederlandse Surinamers opgepakt op verdenking van het beramen van een terroristische aanslag op een diplomatieke missie. Hierbij zou het gaan om de Amerikaanse ambassade of om Nolan zelf. Hij ging in oktober 2018 met pensioen en werd als ambassadeur opgevolgd door Karen Williams.